# Ray Wood
Raymond Ernest Wood (Hebburn, 11 giugno 1931 – Bexhill-on-Sea, 7 luglio 2002) è stato un allenatore di calcio e calciatore inglese, di ruolo portiere.

## Biografia
Ha sposato Elizabeth, dal quale ha successivamente divorziato, da cui ebbe la figlia Denise.

## Caratteristiche tecniche
Wood si distingueva come un portiere con ottimi riflessi e molto coraggioso.

## Carriera

### Club
Formatosi nel Newcastle Utd, inizia la carriera agonistica nel Darlington, club di terza divisione, che lascerà nel dicembre 1949 ingaggiato dal Manchester Utd per £5.000.
Con lo United ottiene nella sua prima stagione con i Red Devils, la First Division 1949-1950, il quarto posto finale.
Fece parte di quei Red Devils conosciuti come Busby Babes Gioca con il club di Manchester sino al dicembre 1958, con cui vince i campionati 1951-1952, 1955-1956 e 1956-1957, oltre che tre Charity Shield (1952, 1956 e 1957), competizione nel quale gioca sempre da titolare. 
Wood si distinse in più occasioni e sono ricordate la gara di ritorno degli ottavi di finale della Coppa dei Campioni 1956-1957 contro il Borussia Dortmund, in cui una serie di suoi interventi garantì il passaggio del turno. 
L'altra partita notevole fu la finale della FA Cup 1956-1957, persa per 2-1 contro l'Aston Villa, in cui Wood subì un grave infortunio a causa di un intervento dell'avversario Peter McParland al sesto minuto di gioco: all'epoca non erano permesse le sostituzioni e quindi ritornò in campo con un braccio fasciato per cercare di recuperare la partita nell'inedito ruolo di ala. 
Perse il posto da titolare dopo l'ingaggio di Harry Gregg nel dicembre 1957. 
Il 6 febbraio 1958 è uno dei sopravvissuti del cosiddetto "disastro aereo di Monaco di Baviera", nel quale venne coinvolta l'intera rosa dello United. Nell'incidente aereo morirono 8 giocatori e tre membri dello staff: Wood rimase gravemente ferito ma riuscì a riprendersi ed a tornare a giocare.
Nel dicembre 1958 lascia lo United per giocare nell'Huddersfield Town, club della cadetteria inglese. Con i Terriers giocò sino al 1965, sempre nella Second Division inglese.
Nel 1965 passa al Bradford City, club con  ottiene il ventitreesimo posto nella Fourth Division 1965-1966.
Wood chiuderà la carriera agonistica al Barnsley, con cui giocherà altre due stagioni i Fourth Division, con cui ottiene la promozione in terza serie al termine del campionato 1967-1968.

### Nazionale
Ha giocato tre incontri con la nazionale inglese, vincendo il  Torneo Interbritannico 1955.

## Allenatore
Nel 1968 si trasferisce negli Stati Uniti d'America per allenare i Los Angeles Wolves, società militante nella neonata NASL. Con i Wolves, del quale era anche parte della rosa dei giocatori, ottenne il terzo posto della Pacific Division, piazzamento insufficiente per ottenere l'accesso alla fase finale della North American Soccer League 1968.
Dal 1970 al 1971 allena la nazionale di calcio di Cipro, che guida nelle qualificazioni al campionato europeo di calcio 1972, fallendole.
Nella stagione 1971-1972 guida l'APOEL, con cui ottiene il settimo posto in campionato.
Lasciò il mondo calcistico greco a causa della diffusione corruzione.
Nel 1975 guida la nazionale di calcio del Kenya.
Ha allenato inoltre in Irlanda, Zambia, Canada, Grecia, Kuwait e Emirati Arabi Uniti.

## Statistiche

### Cronologia presenze e reti in nazionale
| Cronologia completa delle presenze e delle reti in nazionale ― Inghilterra | Cronologia completa delle presenze e delle reti in nazionale ― Inghilterra | Cronologia completa delle presenze e delle reti in nazionale ― Inghilterra | Cronologia completa delle presenze e delle reti in nazionale ― Inghilterra | Cronologia completa delle presenze e delle reti in nazionale ― Inghilterra | Cronologia completa delle presenze e delle reti in nazionale ― Inghilterra | Cronologia completa delle presenze e delle reti in nazionale ― Inghilterra | Cronologia completa delle presenze e delle reti in nazionale ― Inghilterra |
| Data                                                                       | Città                                                                      | In casa                                                                    | Risultato                                                                  | Ospiti                                                                     | Competizione                                                               | Reti                                                                       | Note                                                                       |
| -------------------------------------------------------------------------- | -------------------------------------------------------------------------- | -------------------------------------------------------------------------- | -------------------------------------------------------------------------- | -------------------------------------------------------------------------- | -------------------------------------------------------------------------- | -------------------------------------------------------------------------- | -------------------------------------------------------------------------- |
| 2-10-1954                                                                  | Belfast                                                                    | Irlanda del Nord                                                           | 0 – 2                                                                      | Inghilterra                                                                | Torneo Interbritannico 1955                                                | -                                                                          |                                                                            |
| 10-11-1954                                                                 | Londra                                                                     | Inghilterra                                                                | 3 – 2                                                                      | Galles                                                                     | Torneo Interbritannico 1955                                                | -2                                                                         |                                                                            |
| 20-5-1956                                                                  | Helsinki                                                                   | Finlandia                                                                  | 1 – 5                                                                      | Inghilterra                                                                | Amichevole                                                                 | -1                                                                         |                                                                            |
| Totale                                                                     |                                                                            | Presenze                                                                   | 3                                                                          |                                                                            | Reti                                                                       | -3                                                                         |                                                                            |

## Palmarès

### Club
- Campionato inglese: 3

Manchester Utd: 1951-1952, 1955-1956, 1956-1957
- Charity Shield: 3

Manchester Utd: 1952, 1956, 1957

### Nazionale
- Torneo Interbritannico: 1

1955